# Guillem IV de Borgonya
Guillem IV de Borgonya (igualment dit Guillem III de Mâcon) (1088 - 1157) va ser comte de Mâcon (1102 - 1157), comte d'Auxonne (1127- 1157), comte de Viena del Delfinat (1148-1157) i després regent del comtat de Borgonya (1148- 1157). Era el fill d'Esteve I de Borgonya i de Beatriu de Lovaina.
Va intentar espoliar la seva neboda Beatriu I de Borgonya, filla de Renald III de Borgonya. L'emperador Frederic Barba-roja ho va impedir i es va casar amb aquesta última el 1156 esdevenint comte de Borgonya.